# La tentación de San Antonio (película)
La Tentación de San Antonio (en francés, La tentation de Saint-Antoine) es una película del director francés Georges Méliès, estrenada en 1898. Ambientada en la historia de Antonio Abad, eremita del siglo IV, desarrolla la idea de las tentaciones a las que es puesta a prueba su fe y piedad. El film es realizado con la técnica del stop trick, y según Michael Brooke de BFI Screenonline, introduce al cine elementos religiosos completamente nuevos.

## Trama
Una mujer, luego dos, y después tres, intentan tentar a San Antonio.
Las oraciones de Antonio Abad en una cueva del desierto se ven interrumpidas por la aparición repentina de una joven doncella, a quien expulsa antes dea su libro de oraciones. Posteriormente, dos doncellas aparecen a cada lado de él solo para ser rápidamente desterradas. El hombre besa una reliquia de un cráneo solo para que se convierta en una tercera mujer, quien se reúne con las otras para rodearlo antes de desaparecer. El santo se arrodilla ante una imagen de Cristo en la cruz solo para que este se transforme en una de las doncellas. Finalmente, es salvado por la aparición de un ángel, que hace que todo vuelva a la normalidad.